# Frantz Philippe
Pour les articles homonymes, voir Philippe.
Frantz Philippe, né le 18 juillet 1968, est un escrimeur français.

## Palmarès

### Championnats du monde
- Médaille d'argent en épée par équipe aux Championnats du monde 1998 à La Chaux-de-Fonds

### Championnats d'Europe
- Médaille d'or en épée par équipe aux Championnats d'Europe 2000 à Funchal
- Médaille d'argent en épée par équipe aux Championnats d'Europe 1998 à Plovdiv
- Médaille de bronze en épée par équipe aux Championnats d'Europe 2001 à Coblence